# Zbarbar
Zbarbar (în arabă زبربر) este o comună din provincia Bouira, Algeria.
Populația comunei este de 3.768 de locuitori (2008).